# Evropská desintegrace
Evropská desintegrace nebo evropská deintegrace je proces postupného rozvolňování svazku mezi národy Evropy. Jako takový se jedná o opačný proces k procesu evropské integrace. To, že se Evropa může desintegrovat, je podle bulharského publicisty Ivana Krasteva působícího v Západní Evropě víc než jen děsivý scénář, je to podle něj skutečné nebezpečí. Domněnka, že by se Evropská unie nemohla rozložit, protože by to stálo příliš mnoho (nejen v peněžním vyjádření), je podle Krasteva pouze slabým ujištěním.
Rozpad EU do roku 2040 je jeden ze šesti scénářů vývoje v Evropě uvedených ve 102stránkové vojenské studii s názvem "Strategická perspektiva 2040" vypracované experty německého bundeswehru v únoru 2017. Podle jiného krizového scénáře některé země zmrazí své členství v EU a jiné se dostanou pod vliv Ruska.

## Názory na disintegraci EU
Francouzský politolog Bastien Nivet se domnívá, že přestože je cílem evropských politiků a elit velmi sblížená unie - jak politicky, tak hospodářsky - některé trendy k možnosti desintegrace resp. deintegrace směřují. Jsou výsledkem jednak vzdalování se jednotlivých členských států unie od integračních snah kvůli zvyšující se vzájemné nedůvěře vzniklé v době ekonomické krize od roku 2007 a odmítání stále většího propojování ekonomik, avšak také důsledkem vnějších tlaků. Prosadit společnou zahraniční, bezpečnostní a obrannou politiku je velmi obtížné, přestože se mluví o nutnosti sjednocení v těchto záležitostech. Vztahy jednotlivých zemí (např. i Německa a Francie) s Ruskem a Čínou ukazují na vekou nejednotnost přístupu ke světu vně Evropské unie.
Proces sjednocování funguje dobře v době ekonomického růstu, zatímco v době ekonomických problémů a stagnace se státy soustředí především na řešení svých vnitřních problémů. V době krize se také projevuje vliv neurovnaného vztahu mezi národními státy a nadnárodními evropskými organizacemi. Jedním z problémů evropské integrace je nedostatek evropské identity mezi občany EU; přestože vnímají sjednocování Evropy pozitivně, stále se cítí být občany především svých národních států.
Typicky mezi jednotlivými částmi větších společenských celků existuje nerovnost, někteří členové mají větší moc než jiní a mohou vůči nim zneužívat tohoto svého postavení, což dlouhodobě způsobuje nestabilitu.
Přestože většina Evropanů souhlasí s tím, že EU je dobré místo pro život, výzkumy ukazují, že víra v ekonomiku Unie a to, že EU hraje jednu z hlavních rolí ve světovém dění, opadá. Větší vliv na politiku a ekonomiku ve světě než má EU mají především Spojené státy americké, Čína, Rusko a další státy BRICS. Šest z deseti obyvatel EU se domnívá, že život jejich dětí bude těžší než jejich život a 90 % obyvatel vidí velkou mezeru mezi tím, co chce veřejnost a co dělají vlády. Často je kritizováno lidem vzdálené rozhodování EU, účast voličů v evropských volbách se v mnoha zemích postupně snižuje, a to až pod hranici 20 %.
Bastien Nivet vyslovil názor, že je důvod se obávat, že pokud by proces postupné deintegrace začal, nebyl by mírumilovný.
Otázkou ovšem je, co lze za evropskou desintegraci považovat. Tímto pojmem může zajisté být označen odchod některého členského státu z EU; skutečným příkladem je plánovaný odchod Spojeného království ke dni 31. října 2019 (tzv. brexit). Teoreticky by tak mohlo být označení také vzetí zpět některých výsledků evropské integrace, jako například zrušení volného pohybu osob nebo zrušení Evropského soudního dvora. Vážné narušení soudržnosti EU by mohlo být způsobeno pádem společné měny (eura).
O opuštění Evropské unie bylo v roce 2016 uskutečněno referendum ve Spojeném království, přičemž většina hlasujících zvolila odchod z EU. Ovšem nejen pro Velkou Británii, ale i pro další státy je členství v EU nákladné, především pro některé členy eurozóny (problém tzv. targetových sald Německé spolkové banky). Přestože pro malé země je společný evropský trh v mnoha ohledech výhodný, je na místě debata o funkčnosti vedení EU, ale místo této debaty je soustavně opakována mantra o stále větší integraci Unie, která údajně vyřeší veškeré její problémy.
Podle bývalého guvernéra České národní banky Miroslava Singra vedou elity vybírané podobně nekompetentně jako elity, které vedly Rakusko-Uhersko. Podle něj už směřování EU není schopen nikdo ovlivnit a konec EU je nevyhnutelný.
Aby se předešlo možné evropské desintegraci, je podle vídeňského institutu „Vienna Institute for International Economic Studies“ nutné posílit vliv Evropské centrální banky, umožnit Evropské komisi fungovat jako „ekonomická vláda“ Evropy a posílit vliv Evropského parlamentu, přičemž není možné dosáhnout stavu silné Unie při současné nezávislosti národních států.

### Analogie s rozpadem Československa
Příkladem možného rozpadu svazku blízkých a svými charakteristikami si podobných zemí je rozpad Československa v roce 1991. Československo vzniklo na základě podobných myšlenek a pohnutek jako Evropská unie - modernizace zaostalejšího Slovenska a vznik jednotného československého národa. Ještě v roce 1990 se většina analýz shodovala v tom, že modernizace Slovenska a ekonomické, politické a vojenské výhody plynoucí z existence společného státu jsou dostatečnou bariérou proti vzájemné disintegraci.

## O evropské desintegraci na vysokých školách
O Evropě na rozcestí mezi integrací a desintegrací je vyučováno na univerzitě v Turku.